# Đồng Thái (xã)
Đồng Thái là một xã thuộc huyện Ba Vì, Hà Nội.

## Địa lý
Xã Đồng Thái giáp với các xã liền kề: Vật Lại, Vạn Thắng, Phú Sơn, Phú Đông, Phú Châu, Phú Phương, Thái Hòa và Thị trấn Tây Đằng.
Xã Đồng Thái có bốn thôn: Đồng Bảng, Thái Bình, Tri Lai và Tăng Cấu.

## Lịch sử - Văn hóa
Xã Đồng Thái có danh tướng Phùng Lộc Hộ dưới thời nhà Trần có công đánh đuổi giặc Nguyên Mông. Hiện ông được thờ tại Đền Trúc Lâm quê nhà thôn Đồng Bảng và các xã mà ông đánh giặc đi qua như là: Thổ Tang (Vĩnh Tường - Vĩnh Phúc), Tứ Xã (Lâm Thao - Phú Thọ),...